# Harmanda lineata
Harmanda lineata is een hooiwagen uit de familie Sclerosomatidae.